# Федеральне агентство водних ресурсів
Федеральне агентство водних ресурсів Росії (Росводресурси) — федеральний орган виконавчої влади, що знаходиться у веденні Міністерства природних ресурсів. Здійснює функції з надання державних послуг і управління федеральним майном у сфері водних ресурсів.

## Основні функції
- Забезпечення в межах своєї компетенції заходів щодо раціонального використання, відновлення та охорони водних об'єктів, попередження та ліквідації шкідливої дії вод;
- Надання права користування водними об'єктами, що знаходяться у федеральній власності;
- Експлуатація водосховищ та водогосподарських систем комплексного призначення, захисних та інших гідротехнічних споруд, що знаходяться у віданні Агентства, забезпечення їх безпеки;
- Розроблення в установленому порядку схем комплексного використання і охорони водних ресурсів, водогосподарських балансів і складання прогнозів стану водних ресурсів та перспективного використання і охорони водних об'єктів;
- Забезпечення розробки і здійснення протипаводкових заходів, заходів з проектування та встановлення водоохоронних зон водних об'єктів та їх прибережних захисних смуг, запобіганню забруднення вод;
- Надання державних послуг з надання інформації, пов'язаної зі станом та використанням водних об'єктів, що перебувають у федеральній власності;
- Ведення державного реєстру договорів користування водними об'єктами, державного водного кадастру і Російського регістра гідротехнічних споруд, здійснення державного моніторингу водних об'єктів, державного обліку поверхневих і підземних вод.

## Керівник агентства
Селіверстова Марина Валеріївна

## Структура центрального апарату агентства
- Управління ресурсів вод і регулювання водогосподарської діяльності
- Управління економіки, фінансів і бюджетного обліку
- Управління майна, інформатики і науки
- Управління справами державної служби і кадрів